# 李志榮
李志榮（1962年4月13日—2019年7月1日），臺灣嘉義縣布袋鎮人，水果攤商、鎮代，生前用大多所得來填補道路坑洞，後死於車禍。

## 生平
李志榮生於1962年4月13日，父親李山嚴，弟李和芳。

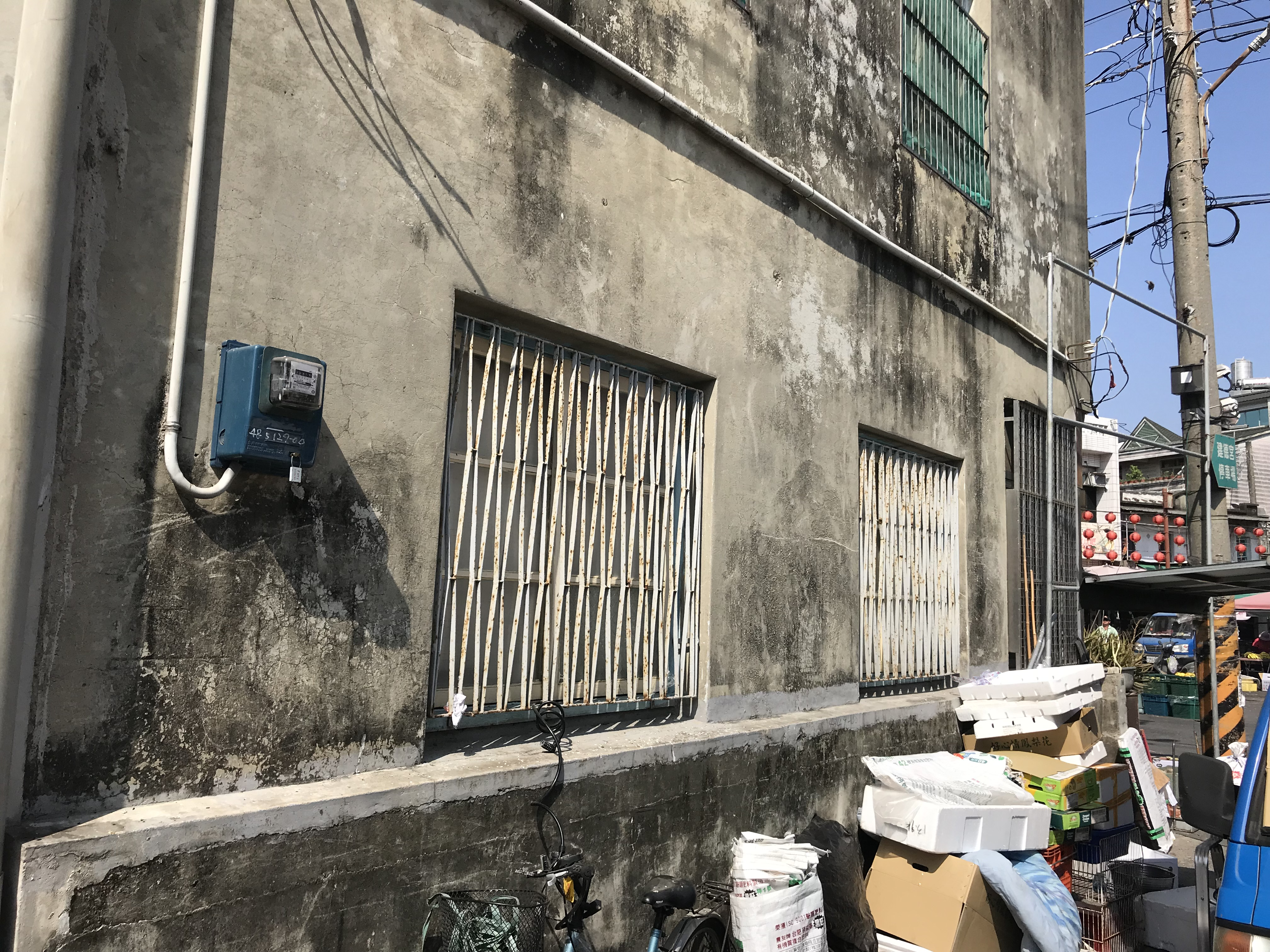
李志榮在過溝建德宮前擺攤處。

李志榮學歷為國中肄業，在布袋鎮過溝建德宮前經營水果攤，終生未娶妻生子。由於鄉間產業道路或巷弄常有坑洞，難有經費修補，他賣水果與擔任鎮代的所得大多用來買瀝青，以填補道路坑洞。鄉里間常見他親手鋪路的身影，多年來用掉數千包瀝青，也有廠商感動其精神而主動算優惠價。
政治上，李志榮臺灣意識鮮明，還會在攤上懸掛臺獨宣言。2004年中華民國總統選舉期間，他與父親跟來到布袋鎮的連宋競選宣傳車隊發生衝突，和國民黨籍縣議員陳俊宏、國民黨嘉義縣黨部書記溫豊盛互告傷害，成為嘉義首件總統選舉引發的傷害案。2014年中華民國地方公職人員選舉時，他以無黨籍選上鎮民代表。他為布袋鎮農民自費蓋候車亭、幫助弱勢民眾募款與處理後事、舉陳情抗議牌為民發聲、救貓救狗等，但作風也引來部分鎮民批他「作秀」。2018年中華民國地方公職人員選舉，由其弟李和芳接棒選布代鎮代，個人轉戰嘉義縣議員落選，落選後仍持續為地方民眾服務。
鎮民黃月娥回憶，大家都勸李志榮不用那麼辛苦，但他回應只要有人反應有空就來幫忙，甚至忙到沒日沒夜，導致長期過度疲勞，曾發生小車禍。養工單位並不鼓勵民眾自己填補道路坑洞，在2018年1月16日時發生一位常自掏腰包修補坑洞的油罐車司機桂安全，於大發工業區修路填補坑洞時，被後方小客車撞死、兒子當場目睹的意外。
2019年7月1日下午4點多，李志榮開小貨車行經台82快速道路往西行方向朴子交流道前時，撞上水上工務段工程車，當場無生命跡象，送醫不治。

## 身後
布袋鎮的過溝居民得知噩耗後，意外隔天，紛紛將李志榮生前運送最後一批水果買完，送到鄰近的社福機構。身為鎮代的李和芳整理遺物時，發現哥哥存摺僅2000餘元。
2019年7月16日上午9點，於過溝公園舉行告別式。當日嘉義縣長翁章梁、布袋鎮長陳鳳梅、縣議員黃金茂、蔡瑋傑、蔡信典、王啓澧、布袋鎮民代表會主席邱彬、嘉義區漁會理事長戴澤文、總幹事張正義、行政院顧問蔡長雄、立委蔡易餘服務處、縣議員姜梅紅服務處、前縣議員翁聰賢等到場致哀。